# Sopocka Szkoła Zarządzania
Sopocka Szkoła Zarządzania – formacja intelektualna ekonomistów pomorskich, której wyróżnikami są od lat 60.: koncentracja na praktycznych aspektach zarządzania organizacjami (firmami i instytucjami) i unikanie odniesień ideologicznych i politycznych. Przedstawiciele Szkoły harmonijnie łączą psychospołeczne aspekty funkcjonowania organizacji z elementami strukturalnymi, a od lat 80. również strategii zarządzania. Połączenie w całość różnych nurtów wiedzy jest uwzględnione w sformalizowanej klasyfikacji dziedzin naukowych w Polsce, w tym nauk o zarządzaniu.

## Pierwsza generacja
Początki Szkoły można datować na koniec lat 60. XX wieku i łączyć z osobą prof. Alfreda Czermińskiego, który był wówczas dyrektorem Instytutu Organizacji i Zarządzania Uniwersytetu Gdańskiego i mentorem młodych pracowników nauki. Istotną postacią w gronie Szkoły była też prof. Aurelia Polańska. Środowisko to nabrało pełnej dojrzałości w połowie lat 80. XX w., kiedy znaczna część jego uczestników ugruntowała swoją pozycję naukową lub uzyskała sukces w dziedzinie szkoleń menedżerskich i doradztwa organizacyjnego. W skład środowiska wchodzili m.in. obecni profesorowie: Bogdan Nogalski, Ryszard Rutka, Zbigniew Kreft, Jerzy Apanowicz.

## Druga generacja
Nowa generacja Szkoły formowała się od ok. połowy lat 80. XX wieku. Funkcję lidera przejął po prof. Alfred Czermińskim, prof. Bogdan Nogalski. Przedstawiciele drugiej generacji weszli w fazę dojrzałości intelektualnej w latach 90., „na fali” uwolnionej gospodarki. Środowisko to – w miejsce tradycyjnej kariery akademickiej – wybrało na ogół ścieżkę sukcesów biznesowych i karier menedżerskich. Przedstawiciele to: prof. Jacek M. Rybicki, doktorzy Tomasz Białas, Mirosław Czapiewski, Piotr Dwojacki.

## Dorobek
Materialny dorobek Szkoły obejmuje szereg publikacji książkowych, programów badawczych i cykli artykułów z dziedzin: zarządzanie strategiczne, organizacji i zarządzania, jak również metodologii nauki. Od 1995 r. wyróżniającą osią specjalizacyjną Szkoły jest tematyka zarządzania holdingami, grupami kapitałowymi, strukturami kooperacji gospodarczej i metody scenariuszowe i portfelowe.

## Organizacja
Środowisko nie jest zinstytucjonalizowane, zaś jego przedstawiciele grupują się głównie w Instytucie Organizacji i Zarządzania Uniwersytetu Gdańskiego oraz Wyższej Szkole Administracji i Biznesu im. E. Kwiatkowskiego w Gdyni.

## Inne środowiska ekonomistów trójmiejskich
Inną formacją ekonomistów trójmiejskich, operującą głównie w sferze makroekonomii, jest grupa zwana potocznie „Kongresem Liberałów”. Środowisko to grupowało się wokół Jana Majewskiego. Reprezentantami tej grupy są m.in. profesorowie Dariusz Filar, Leszek Pawłowicz i Edmund Pietrzak oraz doktorzy Janusz Lewandowski, Jan Szomburg, Maciej H. Grabowski i Bohdan Wyżnikiewicz. Jako naukowa reprezentacja tej formacji postrzegany jest Instytut Badań nad Gospodarką Rynkową.